# Ketty Roselli
Ketty Roselli (Torino, 13 settembre 1972 – Roma, 29 settembre 2023) è stata un'attrice e ballerina italiana.

## Biografia
Nata a Torino, iniziò la sua carriera artistica nel 1996 partecipando a numerosi programmi televisivi come ballerina: Luna Park, Carramba che sorpresa, Per tutta la vita, Ma il cielo è sempre blu.
Dal 2000 si dedicò al teatro nell'ambito dei musical: la si ricorda nell'opera rock Jesus Christ Superstar, nel 2001 in Febbre del sabato sera per la regia di Massimo Piparo. Sempre nell'ambito dei musical apparve ancora in Grease (regia di Saverio Marconi), Chorus Line (regia di Franco Miseria), Serata d'onore, insieme a Gigi Proietti, Sweet Charity, insieme a Lorella Cuccarini e Cesare Bocci e con la regia di Saverio Marconi, Buonasera, sempre insieme a Gigi Proietti che era anche il regista, Plaza Swite al fianco di Corrado Tedeschi e con la regia di Claudio Insegno, Madonna Giulia, regia di Federico Caramadre Ronconi e L'altro lato del letto al fianco di Vittoria Belvedere, regia di M. Bideri e S. Messina.
Negli anni 2006 e 2007 lavorò in televisione come voce narrante di alcuni documentari sul '68, trasmessi da Tele Roma. Nell'aprile 2009 entrò a far parte del cast ricorrente della soap opera CentoVetrine nel ruolo della dottoressa Flavia Cortona. L'attrice fece la sua ultima apparizione nella soap nel luglio 2010. L'anno seguente interpretò a teatro il ruolo di Carmen, nel musical Il mondo di Patty. Nel 2011 e nel 2012 fu nel cast dei musical Sono romano ma non è colpa mia e Tutto suo padre, entrambi di Enrico Brignano.
È morta a Roma, dopo una lunga malattia, il 29 settembre 2023, all'età di 51 anni.
Il funerale è stato celebrato tre giorni dopo al Teatro Marconi di Roma, con rito buddista.

## Filmografia

### Cinema
- Scusate se esisto!, regia di Riccardo Milani (2014)
- Oltre le Nostre Vite. Regia di Fabio Martorana (2021)
- I cassamortari, regia di Claudio Amendola (2022)

### Televisione
- CentoVetrine – soap opera (2009-2010)
- Tutti pazzi per amore – serie TV, episodio 2x02 (2010)
- Don Matteo – serie TV, episodio 9x01 (2014)
- Untraditional, regia di Gianluca Leuzzi – sitcom, episodio 1x04 (2016)
- Nero a metà – serie TV, episodio 3x02 (2022)

## Teatro
- Jesus Christ Superstar, regia di Massimo Piparo (2000)
- La febbre del sabato sera, regia di Massimo Piparo (2001)
- Grease, regia di Saverio Marconi (2002)
- A Chorus Line, regia di Franco Miseria (2003)
- Serata d'onore, regia di Gigi Proietti (2005)
- Sweet Charity, regia di Saverio Marconi (2006)
- Buonasera, regia di Gigi Proietti (2007)
- Plaza Suite, regia di Claudio Insegno (2007)
- Madonna Giulia, regia di Federico Caramadre Ronconi (2008)
- L'altro lato del letto, regia di M. Bideri e S. Messina (2008)
- Random, regia di Federico Caramadre Ronconi (2010)
- Sono romano ma non è colpa mia, regia di Enrico Brignano (2011)
- Tutto suo padre, regia di Enrico Brignano (2012)
- Il Monaco nel letto, regia di Avolio (2012)